# Bên kia mây trời, là nơi hẹn ước
Bên kia mây trời, là nơi hẹn ước (雲のむこう、約束の場所 Kumo no Mukō, Yakusoku no Basho) là một phim anime của Nhật Bản, phát hành ngày 20 tháng 11 năm 2004, đạo diễn bởi Shinkai Makoto. Đây là phim đầu tiên của Shinkai Makoto có nguyên một đội ngũ sản xuất. Bằng chứng là chất lượng hình ảnh, âm thanh tốt hơn và chiều dài phim tăng lên đáng kể.

## Cốt truyện
Phim xoay quanh 3 người bạn sống ở Aomori, cực bắc Nhật Bản. Hiroki và Sayuri thường đi chung một chuyến tàu hỏa và quen nhau. Dần dần, Sayuri trở nên thân thiết cả với Takuya, bạn của Hiroki. Cả 3 người đều cảm thấy hứng thú với toà tháp chọc trời của Liên Bang, có thể nhìn thấy từ eo biển Tsugaru. Họ hứa sẽ cùng nhau bay trên chiếc máy bay Velaciela (đôi cánh trắng) mà Takuya và Hiroki đang chế tạo để đến tháp. Tuy nhiên, lời hứa chưa kịp thực hiện thì Sayuri đột ngột mất tích.
Ba năm sau, Hiroki và Takuya đã không còn làm máy bay nữa. Mỗi người một nơi sau sự biến mất của Sayuri. Hiroki chuyển lên Tokyo học và thường xuyên bị ám ảnh bởi các giấc mơ kì lạ. Còn Takuya làm việc như một nhà vật lý tại Cơ quan Liên Minh Khoa học (Alliance scientific facility) tài trợ bởi Cơ quan An ninh Quốc gia Hoa Kỳ (Hoa Kỳ' National Security Agency - NSA, trong phim gọi là NASA), nghiên cứu về thế giới song song cùng với Kasahara Maki dưới sự giám sát của giáo sư Tomizawa. Họ tìm ra rằng, tháp của Liên Bang liên tục thay khối vật chất xung quanh nó bằng vật chất từ không gian khác.
Sayuri phải nhập viện do hôn mê liên tục suốt 3 năm. Tâm thức của cô mắc kẹt ở chiều không gian khác. Cô được phát hiện ra có mối liên hệ mật thiết với tòa tháp Liên Bang do là cháu gái nhà khoa học xây nên tháp, Tsukinoe Ekisun, và việc Sayuri hôn mê là thứ duy nhất ngăn cản tòa tháp hoạt động trong bán kính xa hơn đúng với âm mưu của phe Đồng Minh.
Lá thư mà Sayuri viết trước khi bị hôn mê đến được tay Hiroki cho cậu manh mối đi tìm cô bạn của mình. Dù ở trong hai không gian khác nhau, cả hai người vẫn có thể liên lạc trong thời gian ngắn. Hiroki hiểu ra cách duy nhất để Sayuri tỉnh lại là mang cô bay qua tháp Liên Bang.
Hiroki quay về Aomori để hoàn thiện chiếc máy bay cùng Takuya. Chiếc máy bay chỉ có thể chở hai người nên Takuya ở lại, nhường chỗ cho Hiroki và Sayuri. Cả hai đánh cắp cơ thể Sayuri từ bệnh viện và chiếc máy bay được hoàn thành chỉ vài giờ trước khi Mỹ tuyên chiến Liên Bang. Khi Sayuri tỉnh lại khi máy bay lượn qua tháp, tòa tháp được khởi động và bắt đầu thay đổi thế giới. Vài phút trước khi tỉnh lại, Sayuri nhận ra mình sẽ mất đi ký ức 3 năm qua, kể cả tình yêu dành cho Hiroki. Về phía Hiroki, cậu thả tên lửa phá hủy tháp, ngăn chặn sự thay đổi vật chất của nó và tạo điều kiện cho việc thống nhất Nhật Bản của Tiền tuyến Giải phóng Uilta.
Khi mọi thứ kết thúc, Takuya bỏ đi biệt tích, còn Hiroki thề với Sayuri rằng cậu sẽ bắt đầu lại từ đầu, kể cả mối quan hệ giữa họ.

## Lồng tiếng
- Yoshioka Hidetaka vai Fujisawa Hiroki
- Hagiwara Masato vai Shirakawa Takuya
- Nanri Yūka vai Sawatari Sayuri
- Inoue Kazuhiko vai giáo sư Tomizawa
- Mizuno Risa vai Kasahara Maki
- Ishizuka Unshō vai Okabe

## Nhân vật
Fujisawa Hiroki
Một học sinh bình thường, đam mê cơ khí và máy bay. Cậu giỏi các môn Tự nhiên hơn là Xã hội. Có khả năng chế tác và lập trình rất tốt. Hiroki thầm thích Sayuri và từng có thời gian bị trầm cảm sau khi cô mất tích. Thuộc tuýp người sống mà không có mục tiêu cụ thể.
Shirakawa Takuya
Bạn thân của Hiroki. Cậu là một nam sinh hoàn hảo với vẻ ngoài điển trai, thành tích học tập xuất sắc cùng tính cách quyết đoán và nghiêm túc. Giống như cậu bạn thân Hiroki, Takuya rất giỏi các môn Tự nhiên, đặc biệt là Toán và Vật lý. Ngoài ra, cậu còn sở hữu khả năng lập trình đỉnh cao. Thầm yêu Sayuri, sau này có tình cảm với tiền bối kiêm đồng nghiệp Kasahara Maki.
Sawatari Sayuri
Cô gái duy nhất trong bộ ba người bạn, cháu nội của nhà Vật lý Tsukinoe Ekusun Thể chất yếu, sống nội tâm. Là thiên tài trong các môn Xã hội. Cô hâm mộ Miyazawa Kenji và các tác phẩm của ông. Thầm mến Hiroki. Sayuri cũng là người đặt tên cho chiếc máy bay của Takuya và Hiroki, đánh dấu lời ước hẹn của cả ba.
Okabe
Chủ nhà máy mà Hiroki và Takuya làm thêm. Là người đã chỉ bảo cả hai về các quy trình lắp ráp máy bay. Có vợ bị kẹt ở miền Bắc nên quyết tâm tham gia Uilita, phá hủy tòa tháp và thống nhất Nhật Bản để vợ chồng đoàn tụ.
Kasahara Maki
Đồng nghiệp của Takuya ở Văn phòng Khoa học Liên Bang. Là người hoạt ngôn và ham học hỏi. Có tình cảm với đồng nghiệp kiêm hậu bối Takuya.

## Quá trình sản xuất
Ngày 4 tháng 8 năm 2004, Anime News Network thông báo Kumo đã có trang chủ chính thức bằng tiếng Nhật.
Phim được đạo diễn bởi Shinkai Makoto với sự hỗ trợ của Suzuki Yoshio. Tazawa Oshio phụ trách mảng thiết kế nhân vật và đạo diễn hoạt hoạ chính. Tenmon soạn nhạc cho phim và bài hát chủ đề phim "Kimi no Koe" (lời bởi Shinkai Makoto) trình bày bởi Kawashima Ai.

## Manga
Sahara Mizu tiếp tục minh hoạ cho phiên bản manga của phim trên tạp chí Afternoon, Kodansha. Truyện được tổng hợp thành 1 tập.